# Танець ангела
Танець ангела (англ. Angel's Dance) — кінофільм 1999 року, головні ролі в якому виконали Джеймс Белуші та Шеріл Лі.

## Сюжет
Тоні мріє стати кілером у місцевій мафії, але спочатку він повинен взяти декілька уроків «майстерності» у професіонала — Крутого Стіві з Каліфорнії. Стів (Джеймс Белуші) — вегетаріанець і на дозвіллі почитує Ніцше.  І хоча Тоні не подобається стиль життя свого наставника, «курс молодого бійця» йому доведеться пройти за повною програмою. А випускне завдання таке: убити людину, вибрану навмання з телефонного довідника. Але хто міг знати, що цією людиною виявиться ексцентрична красуня на ім'я Ангел!

## Створення фільму

### Виробництво
Зйомки фільму проходили в  Каліфорнії, США.

### Знімальна група
- Кінорежисер — Девід Л. Корлі
- Сценаристи — Девід Л. Корлі
- Кінопродюсер — Девід Бекслер
- Кінооператор — Майкл Г. Войцеховський
- Кіномонтаж — Шон Альбертсон
- Художник-постановник — Петті Родеста
- Композитор — Тім Трумен
- Художники по костюмах — ДБонні Штаух[1].

## Сприйняття
Фільм має позитивні відгуки: на сайті Internet Movie Database оцінка становить 6,2/10 на основі 1 213 голосів.